# Siervas del Corazón Inmaculado de María
La Congregación de Hermanas Siervas del Corazón Inmaculado de María (oficialmente en inglés: Congregation of Sisters Servants of the Immaculate Heart of Mary) es una congregación religiosa católica femenina de derecho pontificio fundada por el sacerdote redentorista belga Louis-Florent Gillet y la religiosa haitiana Theresa Maxis, en Monroe (Estados Unidos), el 10 de noviembre de 1845. A las religiosas de este instituto se les conoce como Siervas del Corazón Inmaculado de María de Monroe, para diferenciarlas de las congregaciones homónimas de Scranton e Inmaculata (Estados Unidos) y de las de Quebec (Canadá). Las miembros del instituto de Monroe posponen a sus nombres las siglas I.H.M.

## Historia
El sacerdote redentorista belga Louis-Florent Gillet, estando como misionero en los Estados Unidos, en la localidad de Monroe (Míchigan), pidió ayuda a varias congregaciones femeninas en Europa para la atención de la educación de los jóvenes cristianos en la misión. Al no encontrar quien le apoyara, decidió entonces fundar en 1845 una congregación religiosa con la ayuda de cuatro jóvenes nativas. Gillet adaptó las constituciones de la Congregación del Santísimo Redentor, escritas por Alfonso María de Ligorio, a la situación de las mujeres y el ambiente local. El 10 de noviembre de ese mismo año, las primeras religiosas vistieron el hábito y el 28 del mismo mes, llegó la aprobación diocesana, de parte del arzobispo de Detroit. Entre ellas se encontraba Theresa Maxis, nombrada la primera superiora, considerada cofundadora de la congregación.
Al principio la nueva congregación tuvo una rápida expansión, pero debido a conflictos surgidos por las diferencias entre los obispos de las diversas diócesis, algunas comunidades se independizaron formando su propia congregación religiosa, entre ellas, existentes aún hoy, se encuentran las Siervas del Corazón Inmaculado de Scranton (Pensilvania) y las de la Inmaculata (Pensilvania).
A causa de las divisiones, la casa madre de Monroe se vio en serias dificultades y estuvo a punto de desaparecer, sin embargo, con la aprobación de Propaganda Fidei y luego de la Santa Sede el 1899, se dio paso a un nuevo periodo de expansión, que permitió el renacimiento del instituto.

## Organización

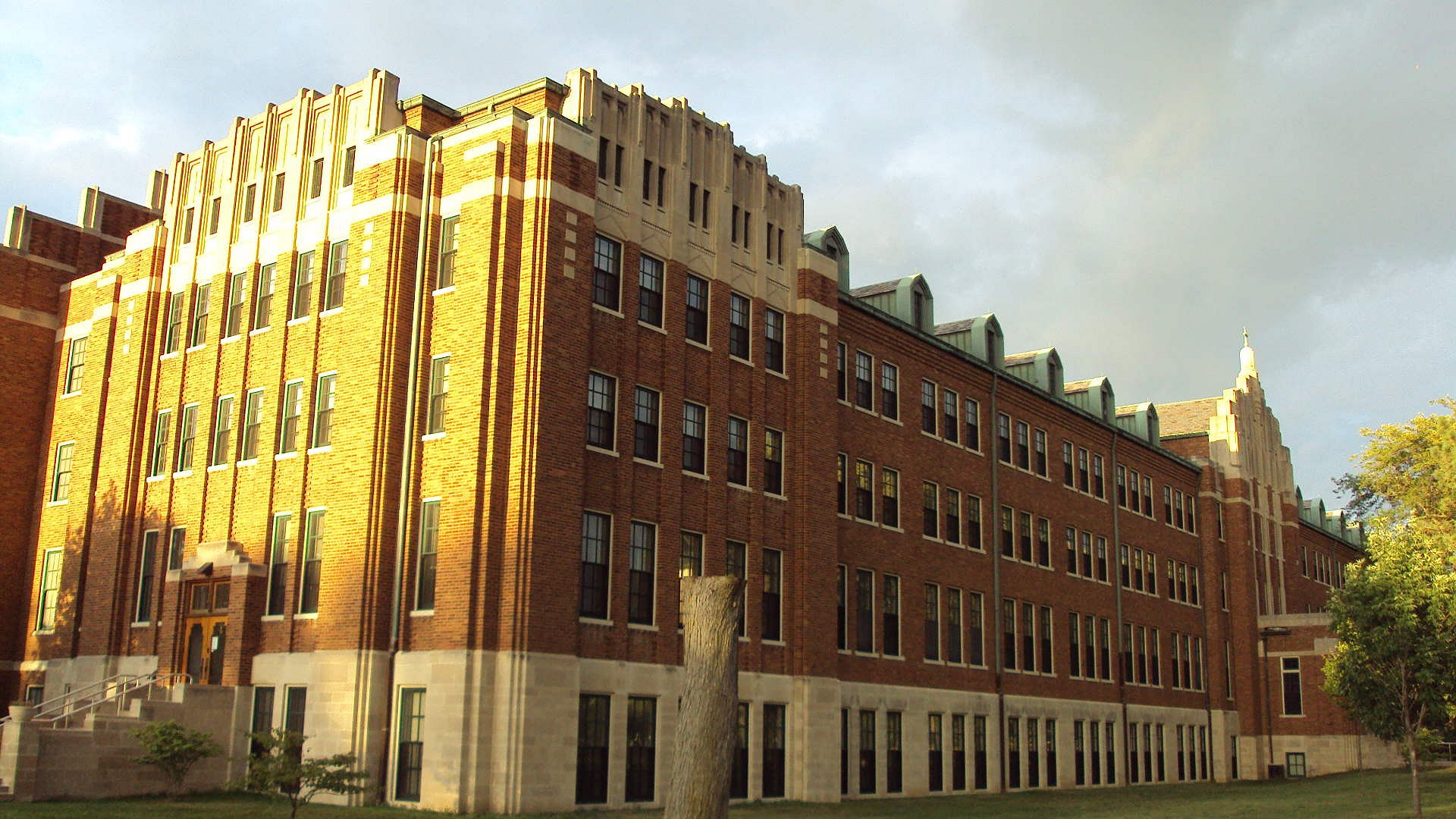
Casa madre y casa general en Monroe, Míchigan (Estados Unidos).

La Congregación de las Siervas del Corazón Inmaculado de María de Monroe es un instituto religioso centralizado, cuyo gobierno recae en la superiora general. La sede central se encuentra en Monroe. Administrativamente está dividido en cuatro provincias, cada una con su superiora provincial
Las siervas se dedican a la educación cristiana de la juventud, en sus institutos educativos y centros universitarios. Además realizan otras obras, especialmente de asistencia en favor de los pobres. En 2015, la congregación contaba con unas 373 religiosas y 174 comunidades, presente en Canadá, Estados Unidos, México, Puerto Rico y Sudáfrica.
Las Siervas del Corazón Inmaculado de Monroe, junto a las congregaciones que surgieron de ella: las Siervas del Corazón Inmaculado de Scranton, las Siervas del Corazón Inmaculado de Inmaculata y las Oblatas del Espíritu Santo (de Baltimore), forma una familia carismática, que aunque mantienen su independencia comparten algunas actividades para mantener la comunión entre ellas.